# 蛭田道夫
蛭田 道夫（ひるた みちお、1951年（昭和26年） - ）は、日本の実業家である。元日本環境認証機構代表取締役。岡山県高梁市出身。

## 経歴

### 生い立ち
1951年（昭和26年）に岡山県上房郡有漢町上市（現：高梁市）の蛭田禎男の子として出生。1970年（昭和45年）に、岡山県立高梁高等学校を卒業を経て、名古屋工業大学工学部機械工学科へ入学。1974年（昭和49年）同大学を卒業し、三菱電機へ就職した。

### 就職後
三菱電機へ入社後、開発本部業務グループマネージャ、情報技術総合研究所計画部長を歴任。2004年より環境推進本部副本部長として環境経営を担当。同社では1993年から、3年ごとに「環境計画」を策定し、環境負荷の低減や環境経営に取り組んできた。その第５次環境計画の策定に関わった。2006年に環境推進本部本部長に就任、2007年10月には、三菱電機社内において環境保全は長期的な視野が必要と判断。同社の創立100周年の年である2021年を目標に、「環境ビジョン2021」を掲げた。
2010年10月日本環境認証機構（JACO）に出向する。日本環境認証機構は、ISO 14001の認証を行う認証機関の一つとして、企業に対する認証支援を行っており、日本環境認証機構はその認証や実施をサポートする企業である。その後、同社システム認証部長となり、2011年に取締役営業部長、2012年に同社代表取締役となった。2014年には気候変動に関する政府間パネルの産業委員をつとめCO2の削減に向けた具体的な国の方針を策定する会議に参加した。2016年に社長を退任した。
また、蛭田は、体育指導委員を16年間務め、多くのニュースポーツ普及（特にインディアカ）に取り組んでおり、茅ケ崎インディアカ協会会長、茅ケ崎市レクリエーション協会会長も、長年務めていた。このため2020年11月には、公益財団法人日本レクリエーション協会より、令和2年度レクリーション運動普及振興功労者表彰として表彰されている。